# Helmstedter Straße 33, 33a

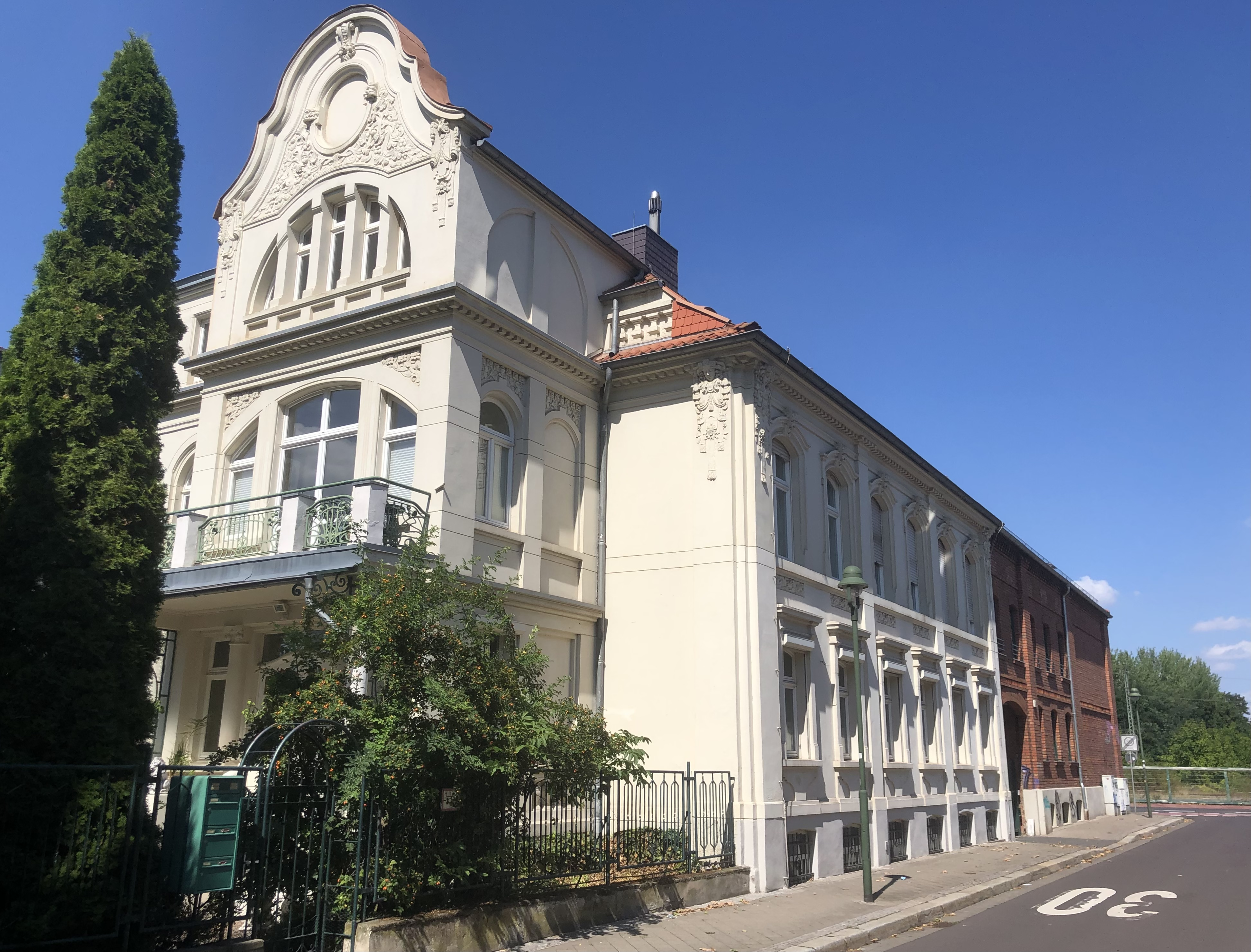
Haus Helmstedter Straße 33, 33a im Jahr 2022

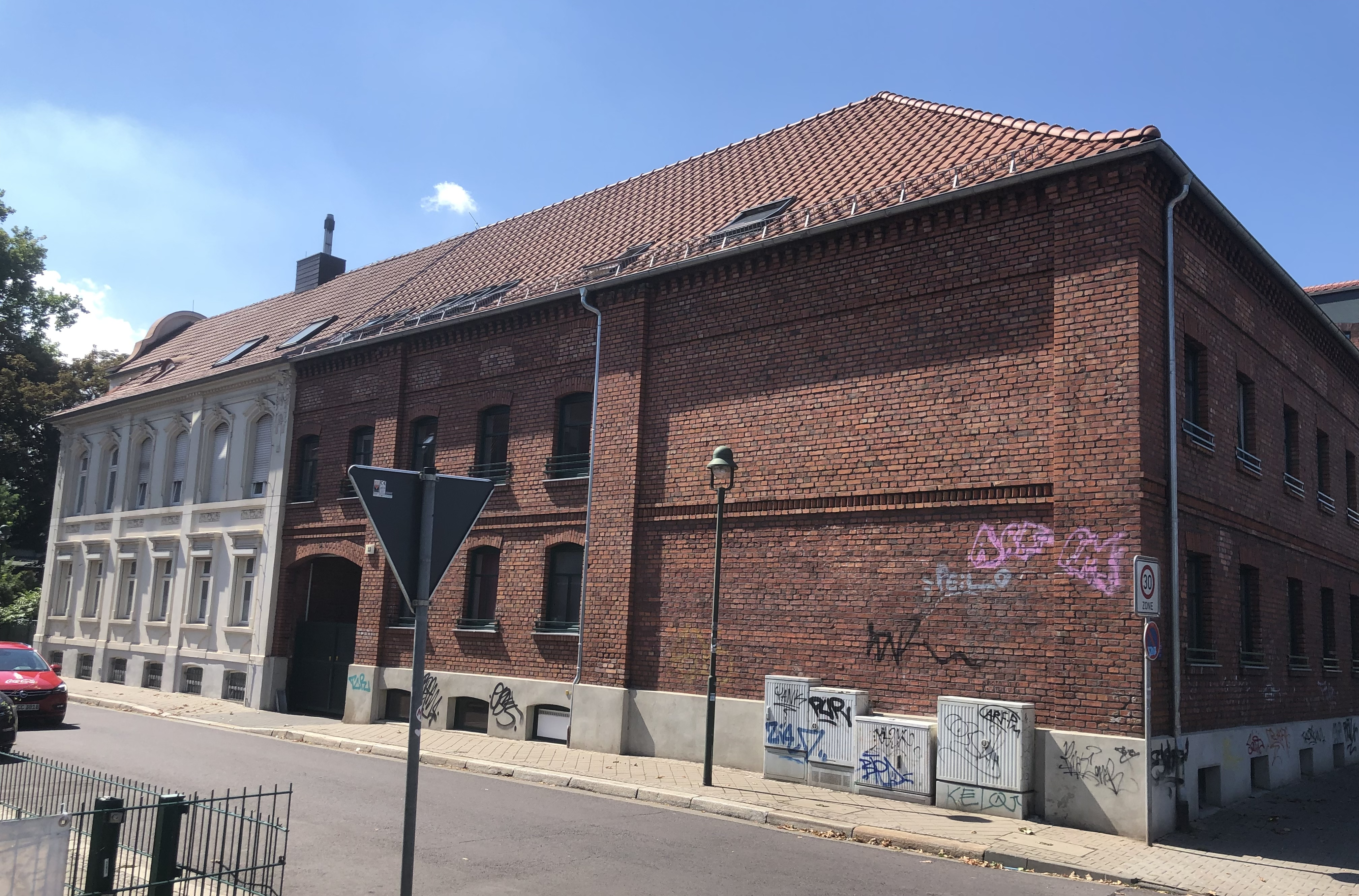
Blick von Nordosten

Helmstedter Straße 33, 33a ist ein denkmalgeschütztes Wohnhaus im Magdeburger Stadtteil Sudenburg in Sachsen-Anhalt.

## Lage
Das Gebäude befindet sich auf der Westseite der Helmstedter Straße in einer Ecklage zur nördlich entlangführenden Sudenburger Wuhne.

## Architektur und Geschichte
Das Gebäude wurde in der Zeit nach 1874 errichtet und im Jahr 1887 nach Norden erweitert. Der Komplex diente als Niederlage der Ofenfabrik Gebrüder Bock. Entsprechend des Verwendungszwecks war das Gebäude im Stil der gründerzeitlichen Industriearchitektur als schlichter ziegelsichtiger Backsteinbau gestaltet. Bedeckt ist das Gebäude mit einem Satteldach. Die Gliederung aus dieser Zeit ist am nördlichen Gebäudeteil erhalten. Dort befindet sich auch eine von einem Segmentbogen überspannte Toreinfahrt. Der traufständige Bau wurde in der Folgezeit häufig umgebaut, wobei auch Teile der Fassade verändert wurden.
Spätestens ab 1901 befand sich das Wohnhaus des Komplexes im Eigentum des Kaufmanns Albert Otto Klaue. 1904 wurde das Wohnhaus von Zimmermeister W. Pabst nach eigenen Entwürfen aufgestockt und erweitert. In diesem Zusammenhang wurde an der Südseite eine an einen Risaliten erinnernde Veranda angefügt. An der Veranda befindet sich ein von Säulen getragener Balkon sowie ein großes Thermenfenster. Bekrönt wird der Anbau von einem hohen geschweiften Giebel. Von der Veranda führen Treppen nach Süden in einen dort angrenzenden Park. 
Im Gebäudeinneren befinden sich repräsentativ gestaltete Räume, deren bauzeitliche Ausstattung zum Teil erhalten ist.
Im örtlichen Denkmalverzeichnis ist das Wohnhaus unter der Erfassungsnummer 094 82050 als Baudenkmal verzeichnet.
Mit der nach Süden weisenden Gebäudefront ergibt sich für die Helmstedter Straße ein Effekt in Form eines Point de vue. Der Bau gilt als bedeutsam für die Architektur-, Industrie-, Sozial- und Stadtgeschichte. An ihm ist die Entwicklung im späten 19. bis in das frühe 20. Jahrhundert zu erkennen.